# Hvalsey Kirke
Hvalseyjarfjord kirke (også Hvalsø Kirke) er ruinen af en gammel nordbokirke, som ligger ved den forladte boplads Thjodhildarstadir ved Hvalseyjarfjorden (Qaqortukulooq), ikke langt fra Qaqortoq, som er Sydgrønlands største by.
En detalje i arkitekturen daterer den til at være opført meget tæt på år 1300. Den ligger i det område, som Erik den Røde gav navnet Austurbygd (Østerbygden), da vikingerne etablerede sig på Grønland ca. år 985. Der er ikke fundet spor af en ældre kirke under den, men den kan trods dette have haft mere ydmyge forgængere. I Flatøbogen, som er nedskrevet ca. 1390 på Island står Hvalseyjarfjord kirke opført som nr. 11 af 12 kirker i Østerbygden. Kirken menes at have været benyttet til hen mod slutningen af 1400-tallet.
Kirkeruinen er den bedst bevarede bygning fra nordboerperioden, og den er særdeles godt bygget af kvadersten, hvilket er grunden til, at der endnu er noget bevaret.
Stenene er omhyggeligt lagt og tilpasset hinanden. Nogle af stenene vejer 4-5 ton, og enkelte er endda tungere. Der er også brugt mørtel, men det vides ikke, om det er brugt mellem stenene, eller kun til puds på væggenes yderside. Mørtelen var lavet af knuste skaller, så kirken har været hvid, da den blev bygget. Qaqortoq betyder "det hvide sted", og navnet kan muligvis henføre til kirken, der som den dominerende bygning har givet navn til byen ved fjordsystemets munding, hvor Erik den Rødes Brattahlid, biskopsædet Gardar og kirken selv var beliggende.
Kirkens ydre mål er 16 x 8 meter, og væggene er ca. 1,5 meter tykke. Vinduernes åbninger udvider sig indad som en tragt, hvilket er en detalje, som ikke kendes fra islandske kirker, men er velkendt i Norge og Storbritannien.
Gavlene er 5-6 meter høje, men var oprindeligt nok endnu to meter højere. Langvæggene er 4 meter høje og har også været højere. Taget har formentlig været af tømmer og dækket af græstørv.
Fundamentet, som kirken er bygget på, er udført med samme kvalitet som selve kirken, men man har undladt at fjerne græstørven. Dette er en af hovedgrundene til, at kirken er sunket ujævnt, så væggene ikke står i dag.
Der er foretaget en restaurering af kirken, hvor der ikke er gjort forsøg på genopbygning, men udelukkende sikring af den mod yderligere forfald.
Grønland forsøger at få kirken optaget på UNESCO's Verdensarvsliste.

## Sidste nordboere i Grønland
Hvalseyjarfjord kirke er også stedet for det sidste, dokumenterede kendskab til europæere i Grønland. Den 16. september 1408 giftede islændingene Thorstein Olafsson og Sigrid Bjørnsdotter sig i Hvalseyjarfjord Kirke. Derefter er der ingen beretninger om eller kendskab til nordboernes skæbne. I 1723 blev Hans Egede den første europæer, som genså stedet, idet han foretog en rejse sydpå for at finde eventuelle overlevende nordboere. Han beskrev kirkeruinen i Hvalseyjarfjord og foretog en mindre, resultatløs udgravning. Ifølge hans beskrivelse var ruinens tilstand helt som den ses i dag.
I den eskimoiske fortællertradition handler et sagn om Hvalseyjarfjord. Ifølge dette kom det til åben krig mellem nordboernes høvding Ungortoq og eskimoernes leder K'aissape. Eskimoerne foretog et massivt angreb på bopladsen og indebrændte nordboerne, men Ungortoq undslap med sin familie. K'aissape besejrede ham dog efter en lang forfølgelsesjagt, som endte omkring Kap Farvel.
Imidlertid har de arkæologiske undersøgelser ikke vist tegn på nogen storbrand, så denne del anses for en senere tildigtning, men selve konfrontationen kan godt have fundet sted.

## Galleri
| - Billeder fra området |